# 早坂直家
早坂 直家（はやさか なおや、1954年8月27日 - ）は、日本の俳優。本名同じ。
東京都出身。文学座所属。
特技は、柔道。趣味は囲碁、落語。

## 出演

### 主なテレビドラマ
- はぐれ刑事（1975年、NTV）※時期不明
- 俺たちの朝 第17話「チューとレポートと協力者たち」（1977年、NTV） - 板橋
- 大空港 第36話「さらば鯉沼刑事! 炎の中の青春は終れり」（1979年、CX）
- ドラマスペシャル / ザ・商社 第1話「愛する時と死する時」（1980年、NHK）
- 太陽にほえろ!（NTV）
  - 第456話「ボス、俺が行きます!」（1981年） - 江島大介
  - 第476話「ラガー刑事登場!」（1981年） - 梶田俊夫
  - 第504話「バイオレンス」（1982年） - 坂口正雄
  - 第659話「夏の光」（1985年） - 伏見秋雄
  - 第710話「殺意との対決・橘警部」（1986年） - 大竹貢
- 金曜ドラマ（TBS）
  - いつもお陽さま家族（1982年） - 山口菊治
  - 女ともだち（1986年）
- 東芝日曜劇場 / 季節はずれのお雛さま（1986年、TBS）
- 花王 愛の劇場 / 純愛（1988年、TBS）
- 土曜ワイド劇場（ANB）
  - 西村京太郎トラベルミステリー
    - 第13作「日本海殺人ルート」（1988年） - 矢野副社長
    - 第15作「アルプス誘拐ルート」（1989年）

  - 越後七浦殺人海岸（1991年）
  - 私を抱いて! レインボーブリッジに佇む女（1994年） - 中村
  - 高橋英樹の船長シリーズ 第6作「愛と死の殺人航路」（1994年） - 松井繁
- ドラマ23 / 別れぬ理由（1988年、TBS）
- はぐれ刑事純情派（ANB）
  - 第1シリーズ 第15話「美人銀行員の完全犯罪」（1988年）
  - 第5シリーズ 第1話「沖縄～宮古島、青い珊瑚礁の誘惑! 企業舎弟に狙われた女!」（1992年）
- 仮面ライダーBLACK RX 第13話「狙われた怪魔少女」（1989年、MBS） - サム博士
- 月曜ドラマスペシャル / 夏樹静子の第三の女（1989年、TBS）
- メタルヒーローシリーズ（ANB）
  - 特警ウインスペクター 第28話「飛べ! 優子号」（1990年） - 新田誠一
  - 特救指令ソルブレイン 第27話「お話し植物の秘密」（1991年） - 松本功一
  - 特捜エクシードラフト 第1話「死の幼稚園バス」（1992年） - 氷室松男
  - 特捜ロボ ジャンパーソン 第24話「史上初倒せぬ敵」（1993年） - 三山
- 次男次女ひとりっ子物語（1991年、TBS）
- 正月ドラマ / 巌流島～小次郎と武蔵（1992年、NHK）
- 金曜時代劇 / 大江戸風雲伝（1994年、NHK） - 本多忠籌
- 大河ドラマ（NHK）
  - 八代将軍吉宗（1995年） - 内藤忠元
  - 葵 徳川三代 第38話「宇都宮釣天井」（2000年） - 加藤嘉明
  - 武蔵 MUSASHI（2003年） - 山村良勝
- 水曜シリーズドラマ / 夜会の果て（1997年、NHK） - 永山武四郎
- ドラマ家族模様 / 晴れ着ここ一番（2000年、NHK）
- 新幹線をつくった男たち─夢よ、もっと速く!（2004年、TX） - 河上研市
- 着信アリ（2005年、EX） - 成瀬雄一
  - 第四話「テレビ公開除霊～死の瞬間を実況された女生徒!」
  - 第六話「飢餓が招いた殺意～暴かれた11年前の完全犯罪!」
  - 第八話「最愛の妻に呪が!～ビデオレターに隠された秘密」
- 金曜プレステージ / 名司会者・寿鶴子 殺人スピーチ 第4作（2008年、CX）
- ドラマW / シリウスの道（2008年、WOWOW）
- 相棒 season11 第11話「アリス」（2013年、EX） - 警察庁幹部
- 実験刑事トトリ2 第6話（2013年、NHK）

### 映画
- 舞姫（1989年）
- 相棒ー劇場版　東映
- 凶悪(2013年）

### テレビアニメ
- ゴシック
- 人間交差点

### ラジオドラマ
- 西遊妖猿伝（NHK-FM）
- モンテクリスト伯　NHk　FM

### 舞台
- 「日本少年ドン・キホーテに遭う」（1978年、東横劇場）※初舞台
- 「花咲くチェリー」（1980年、三越劇場）
- 「雨空」（1983年、俳優座劇場、紀伊國屋ホール）
- 「お茶と同情」（1984年、三越劇場）
- 「ピアフ　命燃え尽きて」（1986年、シアターアプル）
- 「かもめ」（1987年、サンシャイン劇場）
- 「愛と修羅」（1990年、新橋演舞場）
- 「お富与三郎」（1992年、南座）
- 「唐人お吉物語」（1992年、三越劇場）
- 「シンガー」（1994年、文学座アトリエ）
- 「マクベス」（1996年、銀座セゾン劇場）
- 「仮名手本ハムレット」（1997年、ニューヨーク ラママ劇場）
- 「地獄のオルフェ」（2000年、ベニサンピット）
- 「アラビアンナイト」（2002年、青山円形劇場）
- 「語り芝居の会 でえく 旗揚げ公演」（2004年、深川江戸資料館）※制作、演出、出演
- 「シラノ・ド・ベルジュラック」（2006年、シアター1010）
- 「語り芝居の会 でえく」（2008年、浅草 木馬亭）※制作、演出、出演
- オペラ「鹿鳴館」（2010年、新国立劇場）
- 「終の楽園」（2014年、文学座アトリエ）
- 「春疾風」（2016年,　紀伊國屋ホール）
- 「蝸牛庵物語」（2017年、俳優座劇場）
- 「怪談　牡丹燈籠」（2018年、紀伊國屋サザンシアター）
- 「昭和虞美人草」（2020年、文学座アトリエ）